# Lisa M. Stybor

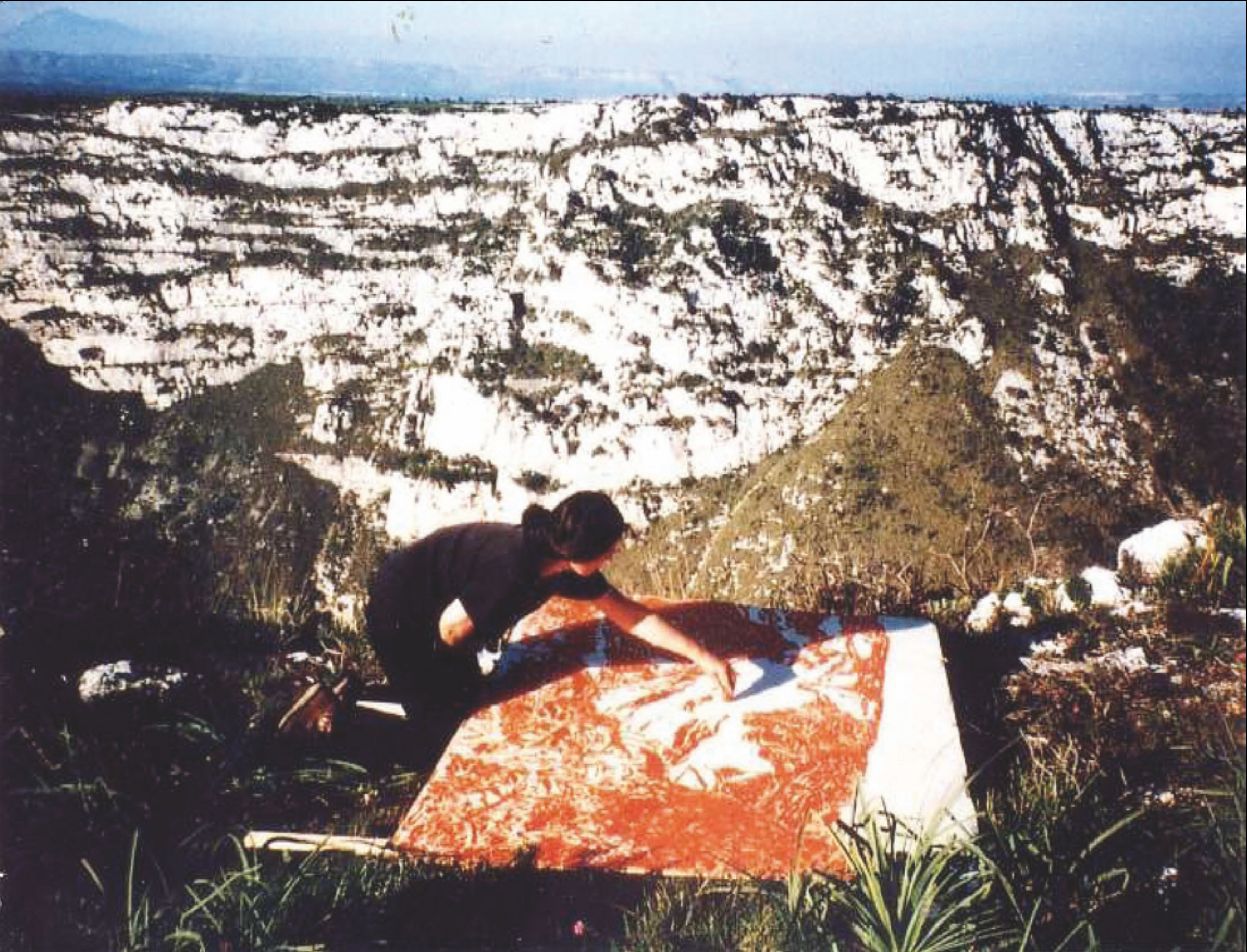
Bei der Arbeit. Sizilien (1997)

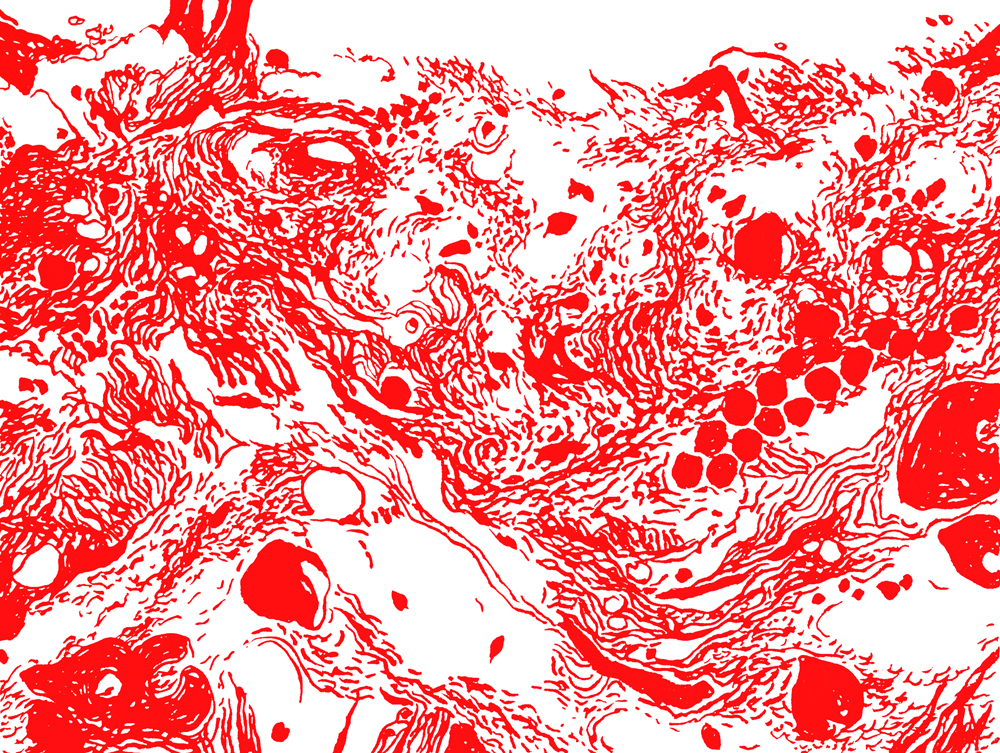
Am Bach III Öl auf Nessel 150 × 200 cm (2015)

Lisa Maria Stybor (* 1953 in Aachen; meist Lisa M. Stybor, weitere Maler-Identitäten: Elisa Corvino, Lisa Leonhardsdottir, Anna Raabe und Max Richter) ist eine deutsche Malerin und Zeichnerin. Sie unterrichtete Farbe, Fläche, Raum / Bildnerisches Gestalten an der Hochschule Anhalt in Dessau.

## Leben

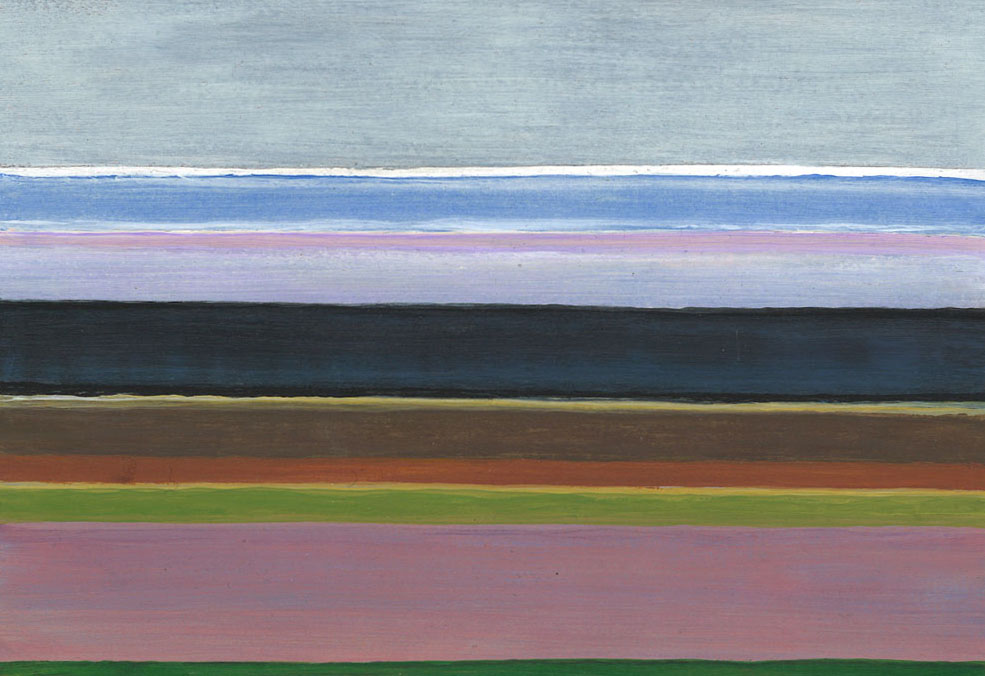
Morgenröte Monte Subasio Assisi, Italien Acryl auf Papier 18 × 26 cm (2013)

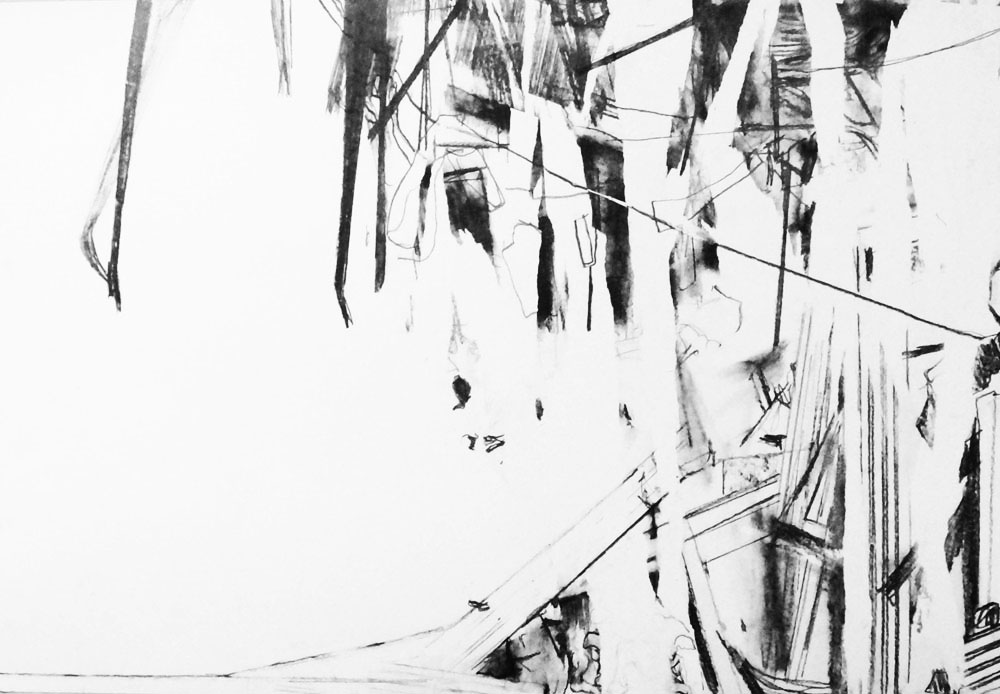
Zerstörte Stadt. Das Erdbeben von L’Aquila 70 × 100 cm Graphit auf Papier (2017)

Stybor wuchs in Aachen auf. Von 1981 bis 1986 studierte sie Design, Malerei und Plastik an der Fachhochschule Aachen. 1987/1988 brachte sie ein Fulbright-Stipendium für anderthalb Jahre an die University of Oklahoma, Norman (USA), wo sie den Abschluss als Master of Fine Arts in Art (Painting) erlangte.
Von 1989 bis 1991 hatte Stybor Lehraufträge an der Fachhochschule Aachen sowie 1992 und 1993 Lehraufträge an der Fachhochschule Düsseldorf.
Von 1989 bis 2017 war sie Mitglied in der Darmstädter Sezession.
Von 1993 bis 2016 war Stybor Professorin für Künstlerische Grundlagen in den Fachbereichen Design und Architektur, Hochschule Anhalt, Dessau (FH).
Von 2018 bis 2023 war sie Mitglied im Werkbund Berlin.
Stybor lebt in Berlin.

„. . . Mit jeder neuen Entscheidung, jedem neuen Schritt bewegst du dich vorwärts, und der Lichtkegel wandert mit. Und wieder wird ein kurzes, neues Stück des Weges sichtbar. Die Sicherheit, die du an einem Tag gewonnen hast, kann beim nächsten Tag, beim nächsten Schritt, schon wieder verloren sein. Das Einzige, was hilft, ist: keine Angst haben, weiter gehen und ab und zu einen Blick zurück auf deinen Weg werfen.“

## Werk

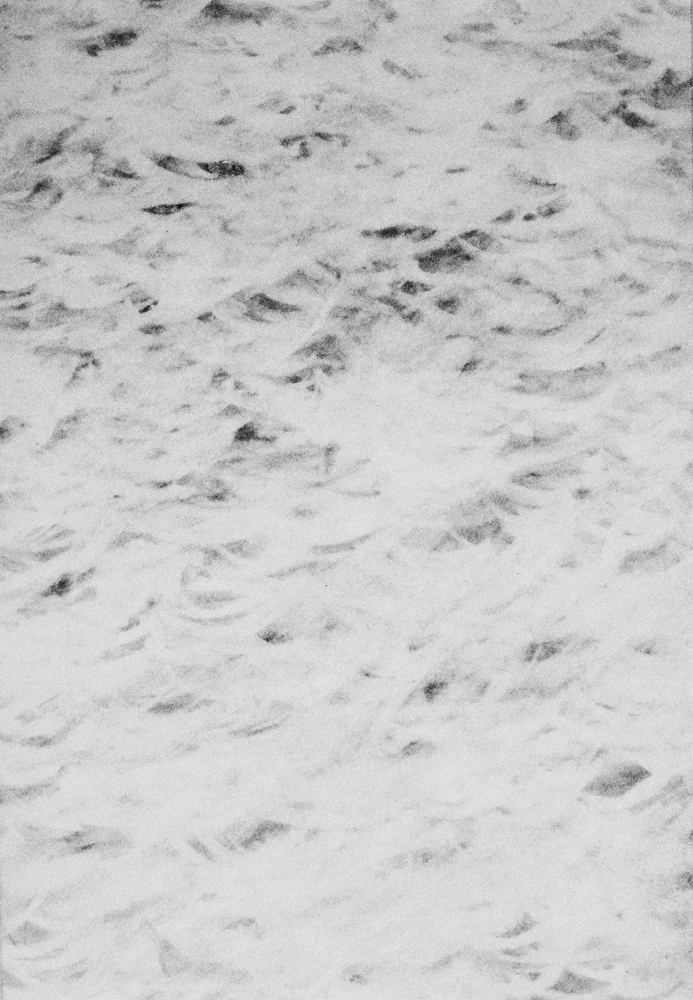
See Graphit auf Karton 29,2 × 20,1 cm Riesengebirge (Polen, 2009)

Stybor stellt mit ihrer Arbeitsweise, dem Konzept der Präsentation ihres Œuvres, die Linearität der Zeit radikal in Frage. In ihrer OPER/A „Lied von der Erde“, die circa 100 Arbeiten aus 20 Jahren ihres Schaffens vereint, bricht sie mit der linearen Entwicklung des künstlerischen Schaffens ebenso wie mit der linearen Wahrnehmung. Durch unterschiedlichste Ausdrucksweisen und Themen stellt sie das zeitliche Nebeneinander von vier Aspekten der Welt dar – Geburt, Entfaltung, Zerstörung sowie das Unfassbare, die Verwandlung.

### Versuch über die Gleichzeitigkeit
Lisa M. Stybor zeigt mit den von ihr erschaffenen vier verschiedenen Maler-Identitäten Elisa Corvino, Lisa Leonhardsdóttir, Anna Raabe und Max Richter, die nur zu einer Person gehören, verschiedene Aspekte und Blickrichtungen auf die Welt, „... die sich gleichzeitig auseinander wachsend und ineinander greifend entwickelten.“

### Völkermord an den Armeniern
Der Völkermord an den Armeniern ist, seitdem Stybor das erste Mal um 1998 von einem armenischen Studenten davon hörte, zu einem Kernstück ihrer Arbeit geworden. Sie widmete diesem Thema den Zyklus zum Völkermord an den Armeniern. Stybor hat dieses Thema unter anderem in ihrer Ausstellung „1915 – AGHET – Weg der Tränen“ verarbeitet.

### Von Licht und Raum – Das Rheinprojekt
Genau 200 Jahre nach der Rheinromantik von William Turner begab sich Lisa Maria Stybor 2017 auf eine eigene Reise entlang des Rheines. 41 kleine Bilder im Format von 18 × 26 cm erzählen in einer ganz eigenen Sprache von ihrer Reise und brechen mit den tradierten Normen der Landschaftsmalerei. Stybor stellte sich während ihres Projektes die Frage, ob sie die Sehnsucht nach Licht, Atmosphäre, Raum und Ferne hervorrufen könne, wenn sie sich in einem Bild nur auf
die gegebenen Farben konzentriere und „alles Gegenständliche wie Schlösser, Burgen, Wald und Wasser wegfallen lässt.“ Entstanden ist ein Gesamtbild des Flusses – von der Mündung in die Nordsee bis zur Quelle, hoch in den Alpen in der Schweiz, im Laufe des Jahres.

„Vor etwa 150 Jahren malte Claude Monet das berühmte Bild Impression. Soleil levant, das dem Impressionismus seinen Namen gab, und in dem sich das Sonnenlicht durch das Grau des Morgens kämpft. Später malte Monet ein Sujet zu verschiedenen Tages- und Jahreszeiten. Bei Monet sind die Gegenstände noch erkennbar, obwohl es auch ihm hauptsächlich auf die Farben und das Licht ankam. Stybor radikalisiert die Ideen der Impressionisten und Pointillisten, indem sie lediglich die Farben abbildet; der Gegenstand, der bei Monet noch Vehikel war, ist bei ihr eliminiert.“

### Lehre und Projekte

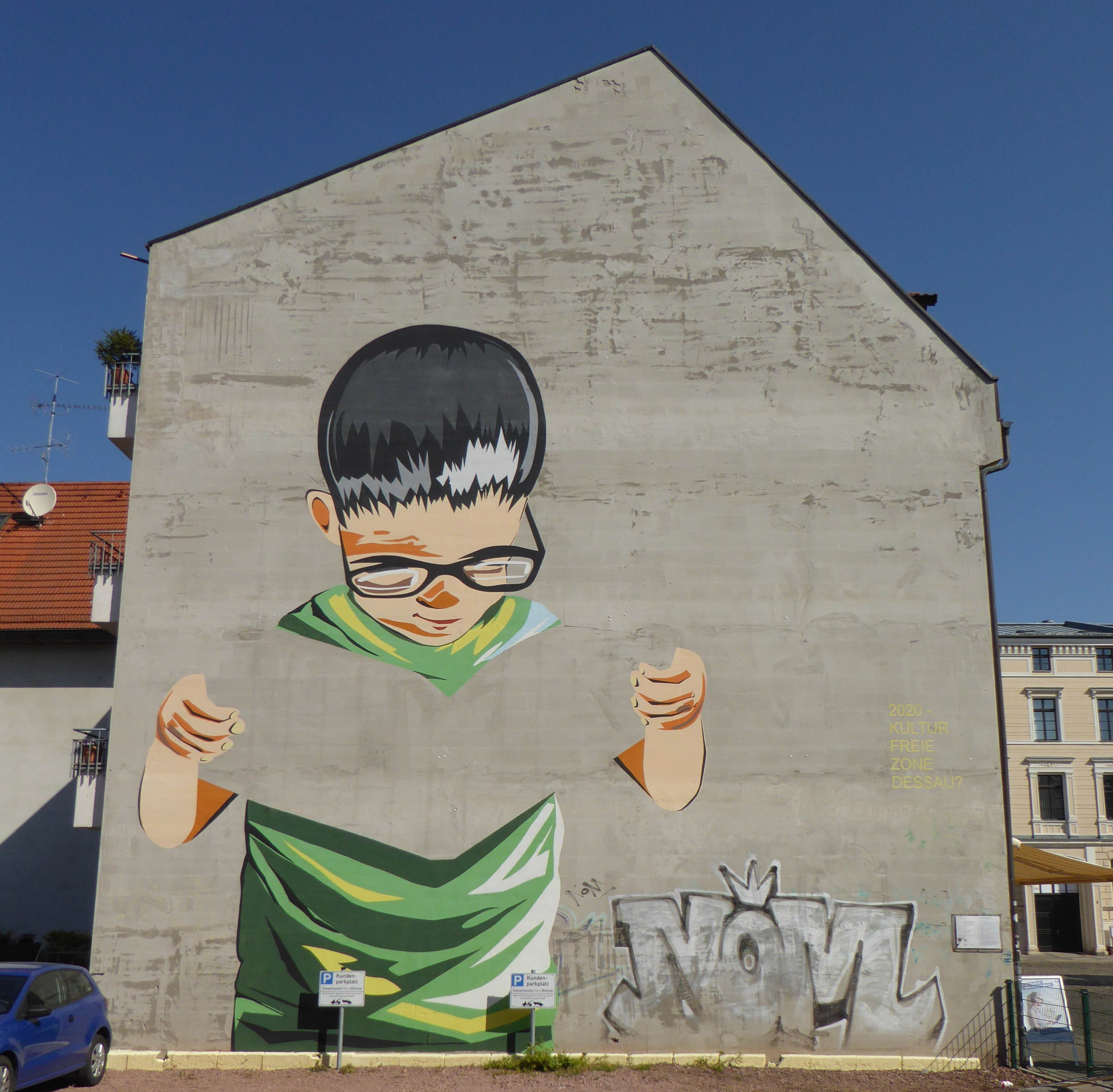
Wandbild DER_KEIN_BUCH_LESENDE (Dessau, 2011)

Im Rahmen ihrer Lehrtätigkeit entwickelte Stybor gemeinsam mit Studenten eines zweiten Semesters 2011 Ideen zum Thema „2020 – Kulturfreie Zone Dessau?“. Realisiert wurde der Entwurf der Studentin Arlett Streich DER_KEIN_BUCH_LESENDE.

### Preise und Auszeichnungen
- 1987 + 1988 Studium der Malerei, MfA in Art, University of Oklahoma, Norman, USA (Fulbright Stipendien)[23]
- 1988 T.G.Mays Purchase Award, Uni. Oklahoma[7]
- 1988 Stipendium aus dem Ben Barnett Memorial Fund, Uni. Oklahoma[7]
- 1989 Preis für junge Künstler der neuen Darmstädter Sezession, Darmstadt[7]
- 1990 Preis zur Förderung von jungen Künstlern der Stadt Aachen, Suermondt-Museum Aachen[7]
- 2013 und 2014 AIR artestudioginestrelle, Assisi, Italien[9]
- 2015 AIR_Tyrone Guthrie Art Center, Annaghmakerrig, Irland[9]
- 2016 AIR_Award_Baer Art Center, Island[9]
- 2017 Artist In Residence_Finnish Artists Studio Foundation, Helsinki, Finnland[9]
- 2018 AIR_Kunstmuseum Ilulissat, Grönland[9]
- 2019 Artist In Residence (AIR)_ Skaftfell Center for Visual Art, Seydisfjödur, Island[9]

## Bibliografie
- Lisa M.Stybor: AGHET, Weg der Tränen. Ein Projekt zum Genozid an dem armenischen Volk. Lisa M. Stybor, Berlin 2015, ISBN 978-3-9817637-2-0 (Englische Ausgabe, 2023, AGHET: Trail of Tears, ISBN 978-3-9817637-7-5).
- Lisa M.Stybor, Lisa Leonhardsdóttir: Von Licht und Raum = About light and space. Lisa M. Stybor, Berlin 2017, ISBN 978-3-9817637-0-6 (deutsch, englisch, Ausstellungskatalog / Kunstverein Glückstadt, 02.07.2017-13.08.2017, Glückstadt).
- Lisa M.Stybor, Lisa Leonhardsdóttir: Lied von der Erde = Song of the earth = Il mio canto. Lisa M. Stybor, Berlin 2017, ISBN 978-3-9817637-1-3 (deutsch, englisch, Ausstellungskatalog / Kunstverein Glückstadt, Palais für Aktuelle Kunst e.V., 02.07.2017-13.08.2017, Glückstadt).
- Lisa M.Stybor, Lisa Leonhardsdóttir: Der Rhein: von Licht und Raum und Malerei = The Rhine: about light and space and the art of painting. Lisa M. Stybor, Berlin 2020, ISBN 978-3-9817637-4-4 (deutsch, englisch, Bildband).
- Lisa M.Stybor, Lisa Leonhardsdóttir: Farbe und Licht. die Landschaften des Val d'Orcia und die Fresken zur Passion Christi in der Farmacia von Santa Maria Novella = Color and light. Lisa M. Stybor, Berlin 2021, ISBN 978-3-9817637-3-7.
- Lisa M.Stybor: Dialoge wider das Vergessen. Lisa M. Stybor, Berlin 2021, ISBN 978-3-9817637-5-1.
- Lisa M.Stybor: Haida Gwaii: indigene Völker in Nordamerika. Eine persönliche Begegnung. Lisa M. Stybor, Berlin 2023, ISBN 978-3-9817637-6-8.